# Anolis sierramaestrae
Anolis sierramaestrae (сьєрра-маестрський бородатий аноліс) — вид ігуаноподібних ящірок родини анолісових (Dactyloidae). Ендемік Куби.

## Поширення і екологія
Сьєрра-маестрські бородаті аноліси мешкають в горах Сьєрра-Маестра на південному сході Куби. Вони живуть в тропічних лісах та на луках.